# Les Coureurs
Les Coureurs est un tableau du peintre français Robert Delaunay réalisé vers 1924 à l'occasion de l'organisation des Jeux olympiques à Paris. Cette huile sur toile représente un peloton de cinq coureurs à pied dans le virage d'une piste d'athlétisme, devant les tribunes vides d'un stade. L'œuvre est conservée au musée d'Art moderne de Troyes, mais il existe dans d'autres collections sept versions moins figuratives datant au plus tard de 1926.
En 2023, il est révélé au grand public qu'un portrait féminin a été découvert au verso à l'occasion d'une restauration entamée en 2019. De format vertical, contrairement aux Coureurs, il représente Bella Rosenfeld, possiblement lors de la même séance de pose que celle qui a permis à son époux Marc Chagall de réaliser Bella à l'œillet.

## Autres versions

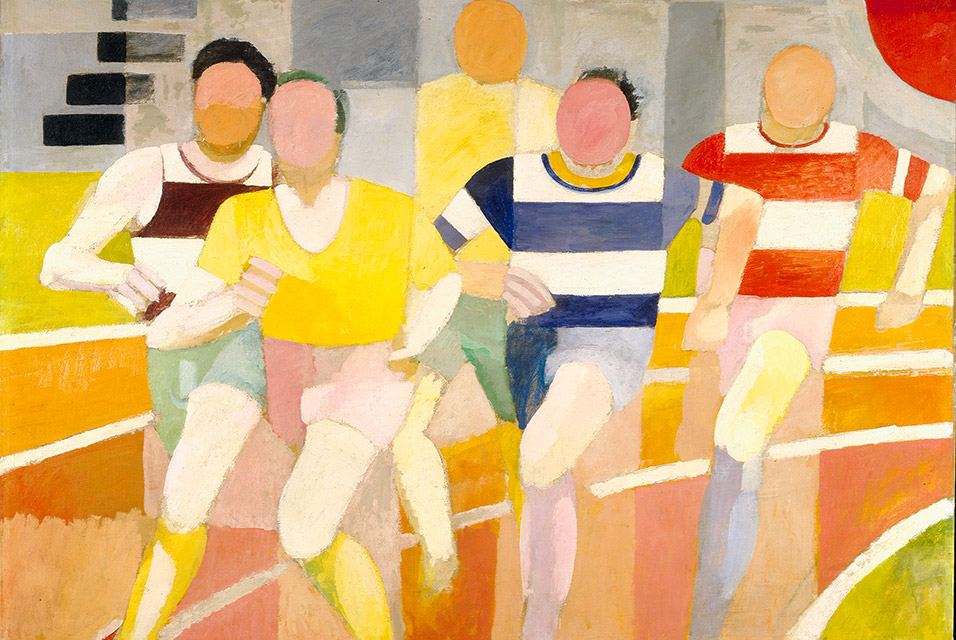
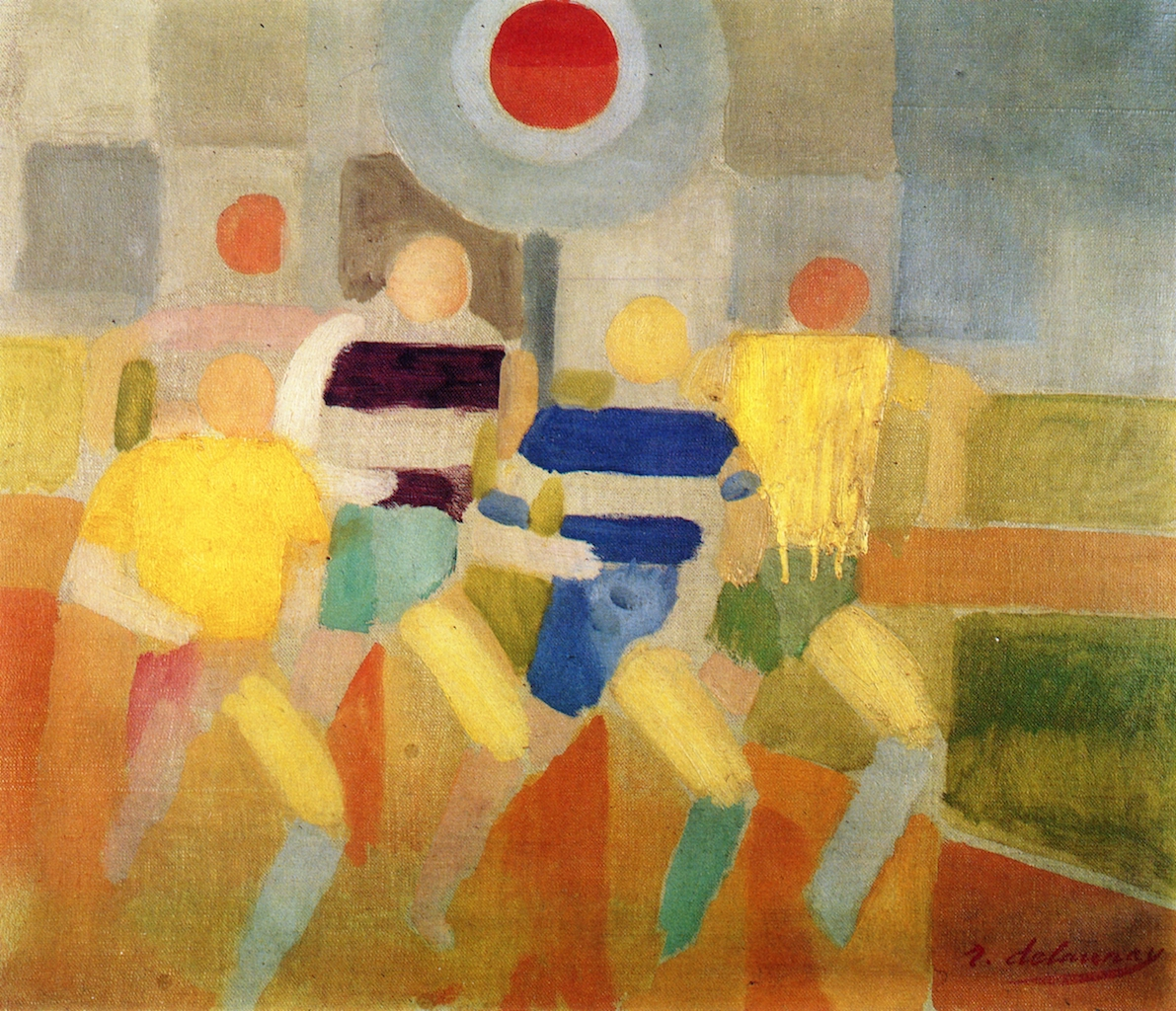
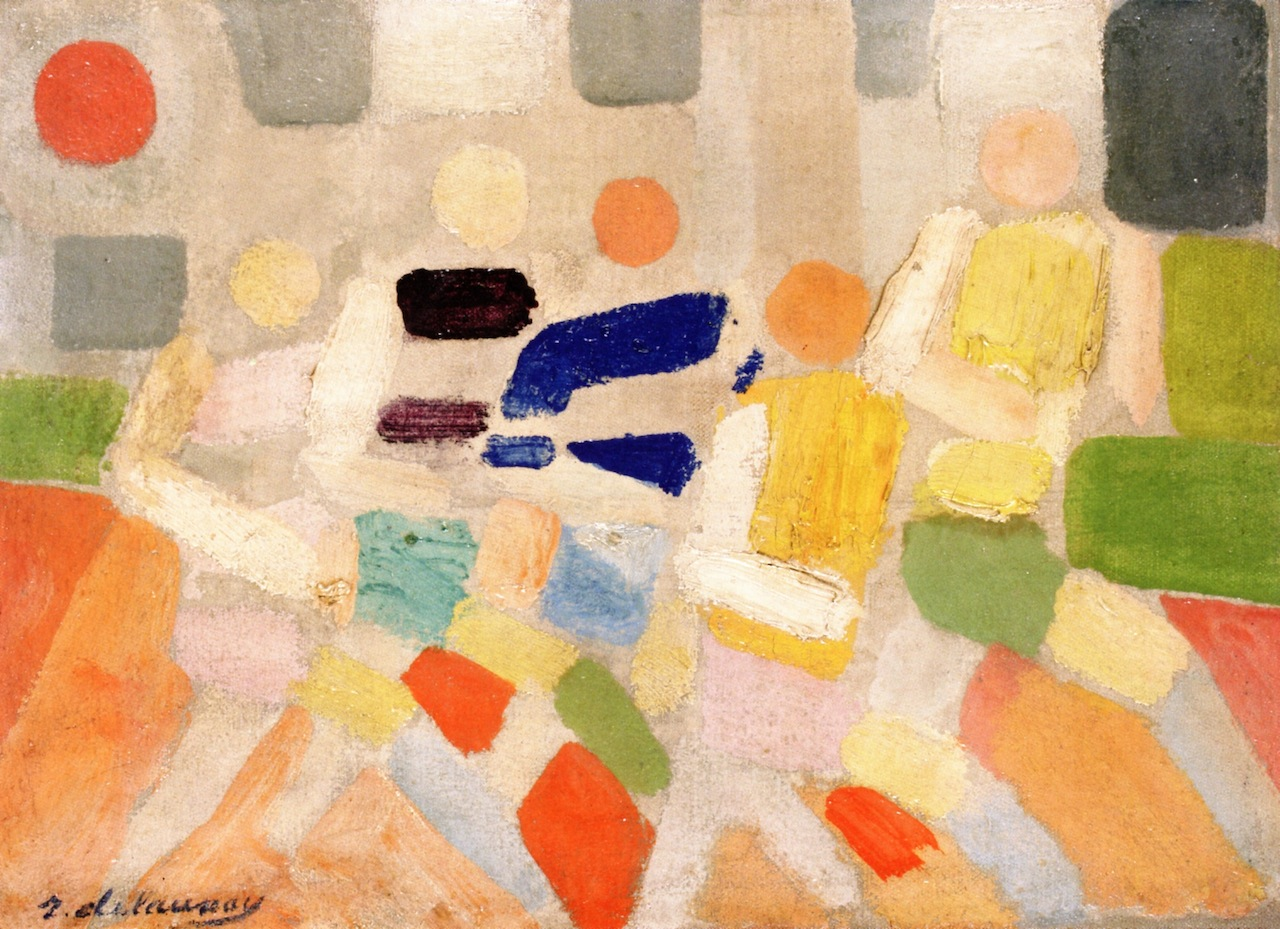
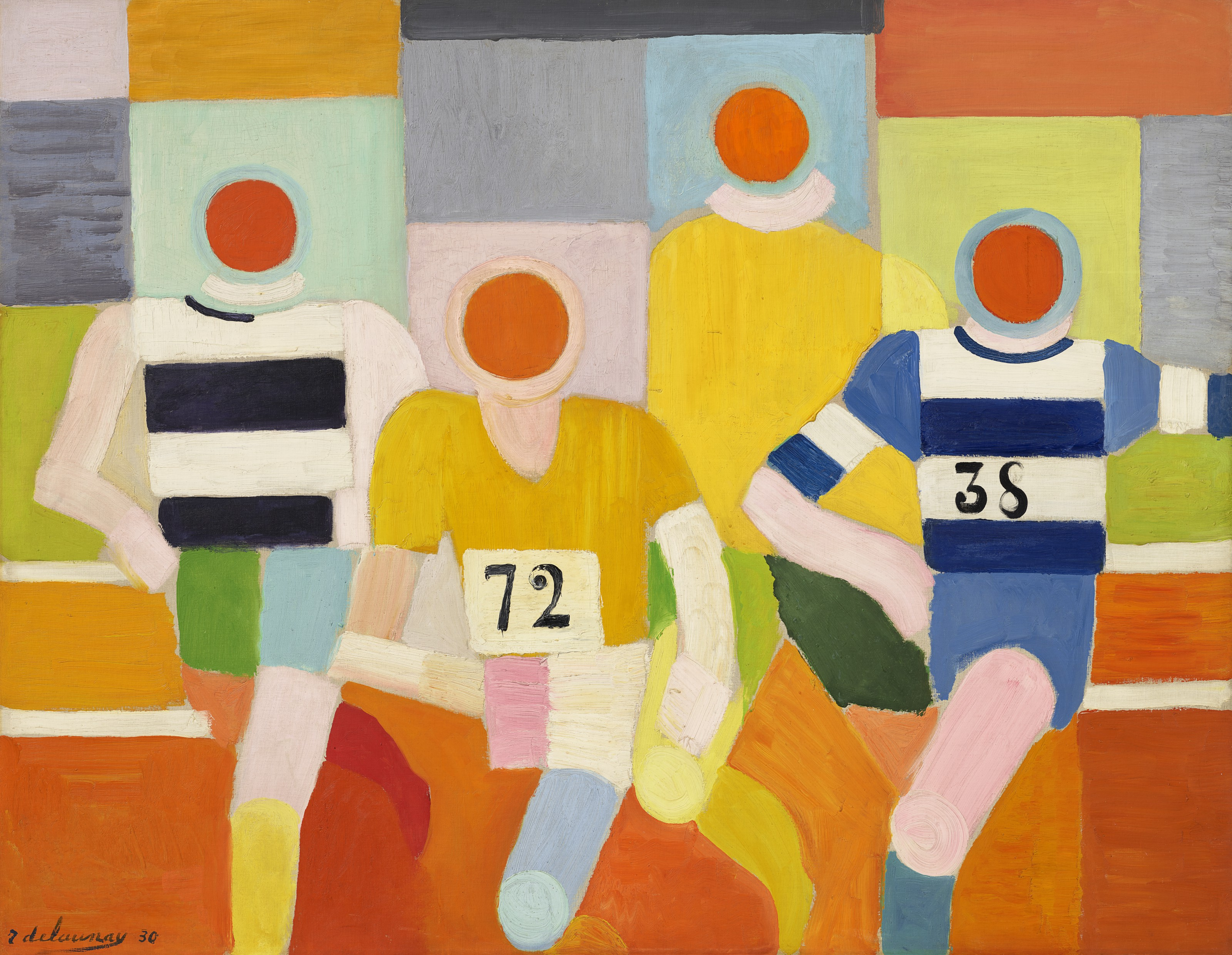